# Czesław Pakosz
Czesław Karol Pakosz (ur. 1776 w Nowogródku, zm. 1812 w niewoli rosyjskiej w nieznanych okolicznościach) – generał brygady Armii Księstwa Warszawskiego.

## Życiorys
Kształcił się w Szkole Rycerskiej w Warszawie. Po wybuchu insurekcji 1794 walczył na ulicach stolicy, potem na innych polach bitew. Od 1796 oficer Legionów Polskich we Włoszech. Brał udział we wszystkich kampaniach Legionów. W latach 1800–1802 honorowy adiutant Tadeusza Kościuszki i nieoficjalny przedstawiciel Polski we francuskim Ministerstwie Wojny w Paryżu. Od 1806 w Armii Księstwa Warszawskiego. W kampanii pruskiej jako szef sztabu 3 Dywizji Jana Henryka Dąbrowskiego. Wziął udział w walkach o Tczew i w oblężeniu Gdańska, a w 1807 w bitwie pod Frydlandem. Od 1809 był fligeradiutantem księcia warszawskiego Fryderyka Augusta, z którego nominacji trzy lata później został generałem. W 1812 roku przystąpił do Konfederacji Generalnej Królestwa Polskiego. W 1812 roku wziął udział w inwazji na Rosję. Pod Borysowem został ranny i dostał się do niewoli rosyjskiej oraz tam też zmarł.